# Smithtown
Smithtown è un comune degli Stati Uniti d'America, situato nella contea di Suffolk dello stato di New York, sul lato nord di Long Island.
Il comune comprende le seguenti località:
- Head of the Harbor - village
- Nissequogue - village
- Village of the Branch - village
- Commack - hamlet (in parte nel comune di Huntington)
- Fort Salonga - hamlet (in parte nel comune di Huntington)
- Kings Park - hamlet
- Lake Ronkonkoma - hamlet (in parte nei comuni di Brookhaven e Islip)
- Nesconset - hamlet
- Smithtown - census-designated place (o hamlet)
- St. James - hamlet